# 한국사회공헌협회
한국사회공헌협회(韓國社會貢獻協會, KOREA SOCIAL CONTRIBUTION ASSOCIATION)는 자발적 사회 재분배를 통한 행복한 세상 슬로건 아래 2017년 5월 18일 국도형을 초대 회장으로 추대하여 설립된 대한민국의 비영리단체이다. 본회는 서울특별시 강동구 올림픽로 824 4층에 있다.지회는 이상희지회장이 2021년 2월 26일 부산지회 발대식을 통해 창설됐다. 부산지회는 부산광역시 해운대구 해운대로 802 3층 312호에 위치해 있다.

## 목적
홍익인간 정신에 따라 대한민국 사회공헌문화를 활성화시키는 것을 목적으로 '나눔', '배려', '공유' 3대 가치를 통해 상생의 가치실현을 최우선으로 한다.

## 조직
- 고문단 전문위원
- 회장단
- 지회
- 이사진 자문위원
- 홍보대사
- 사무처(사무총장)
- 사회공헌 청년위원회
  - 청년챔프단
  - KSCV(Korea Social Communication Volunteer corps)
  - 사회공헌 서포터즈

## 활동
- 사회공헌 보고회[3]
- 사회공헌대상[4]
- 심청이 캠페인[5]
- 황인성의 구구콘[6]
- 조향사 리운의 Perfumism[7]
- 위안부 피해 여성 구술집 발간 들리나요 캠페인[8]
- 내손내만 캠페인(내손으로 내가 만드는 핸드메이드 살리기)[9]
- 청년, 대장에게 꿈을 묻다[10]
- 다문화가정 지원 캠페인[11]
- 반려동물 보호 캠페인[12]
- 빛솔콘서트[13]
- 챌린저바이블[14]
- 비기너스(비상을 기다리는 너를 위해)[15]
- 사랑의 도시락 나눔 캠페인[16]
- 새희망 연탄 나눔 캠페인[17]
- FF캠페인[18]
- 티토링캠페인[19]